# Periarrabidaea
Periarrabidaea é um género botânico pertencente à família Bignoniaceae.

## Espécies
- Periarrabidaea duckei
- Periarrabidaea truncata